# Гашение (почта)

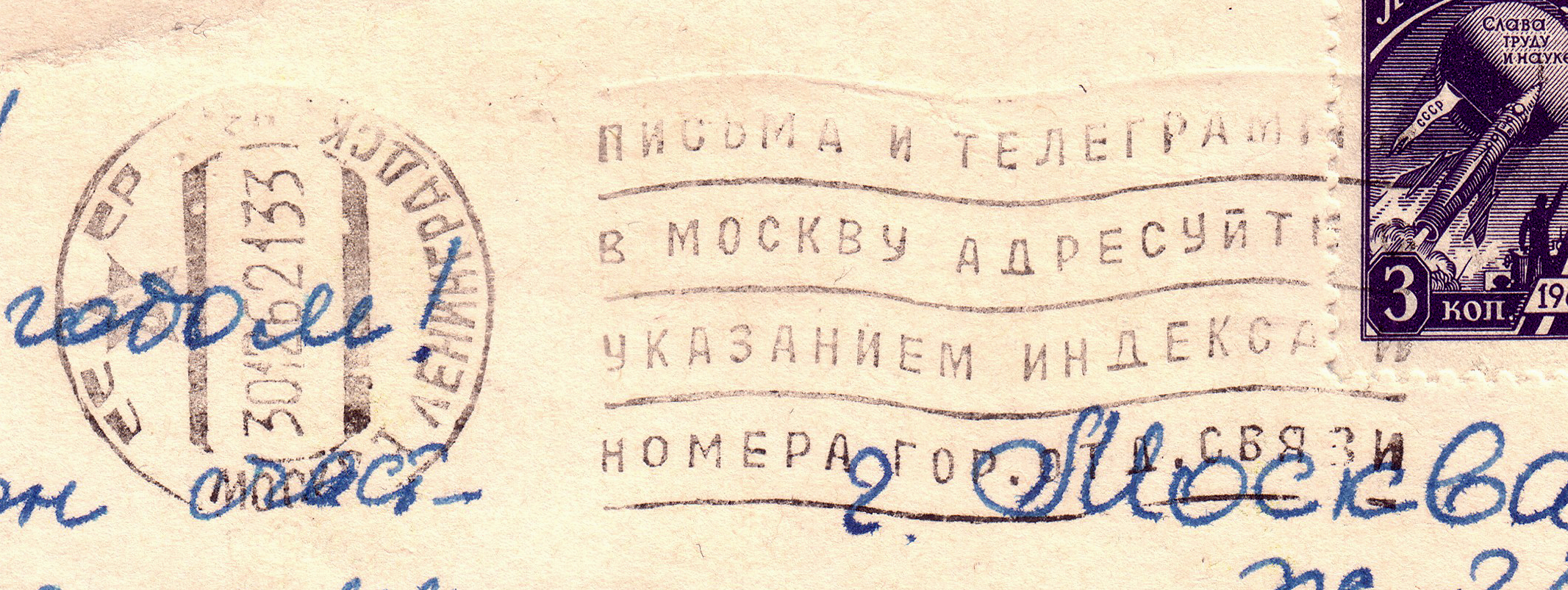
Гашение марки СССР календарным и дополнительным почтовым штемпелем на поздравительной открытке (1962)

Гаше́ние — совокупность различных способов аннулирования знаков почтовой оплаты, отдельных либо находящихся на почтовых отправлениях, с помощью определённых пометок, предотвращающих дальнейшее использование знаков для оплаты почтовых услуг. Гашение следует отличать от надпечатки и франкотипа.
Гашение знаков почтовой оплаты спецштемпелем в связи с памятной датой называется спецгашением и также исключает возможность приёма и обработки почтовых отправлений с погашенными спецштемпелем знаками, имея тем самым лишь коллекционное значение.
Часто к гашениям относят и нанесение штемпельных пометок на сами почтовые отправления, не затрагивающие поверхности знаков почтовой оплаты.

## История

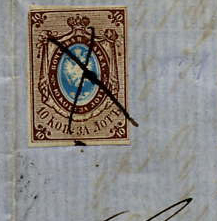
Вырезка с первой маркой России (1857), погашенной пером крест-накрест (x-cancel)

Введённые в оборот с 1840 года почтовые марки сразу же породили потребность в ясном указании на оплаченных (франкированных) марками почтовых отправлениях, что знак почтовой оплаты выполнил свою функцию и должен быть аннулирован. Наиболее ранние гашения — пером и чернилами. Однако до изобретения шариковой ручки этот процесс был более трудоёмок и занимал больше времени, чем применение ручного почтового штемпеля.
Кроме того, гашение единообразным штемпелем со всеми предписанными признаками (дата, место и т. д.) оставляло меньше возможностей для злоупотреблений. Поэтому большинство почтовых администраций ввело для сетей своих отделений обязанность использовать официально утверждённые штемпели — либо поставляемые самой администрацией, либо ручной работы начальника той или иной почты, либо заказанные им на стороне, но по утверждённому образцу. Любопытно, что почтовый штемпель более чем на 200 лет старше почтовой марки: впервые он был применён Генри Бишопом в 1661 году в Великобритании (см. домарочный период). С появлением марок функции штемпеля были расширены, а их важность переосмыслена.

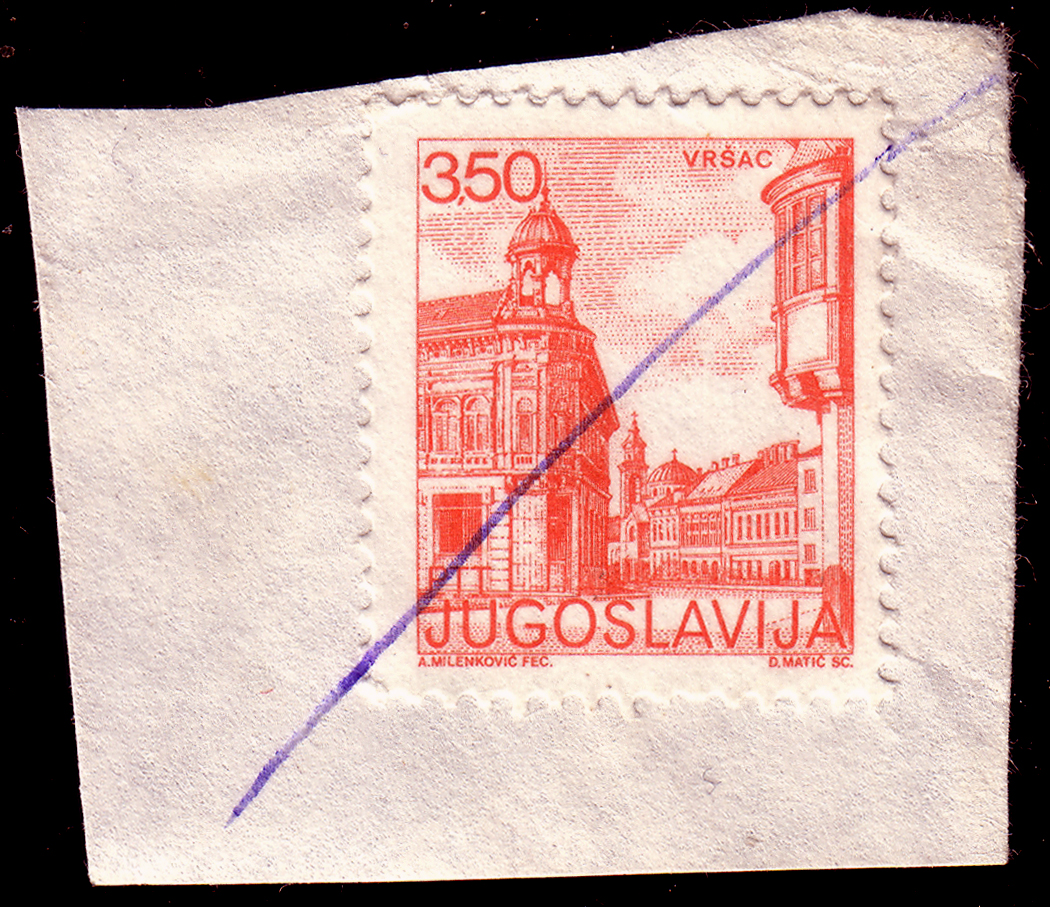
Гашение шариковой ручкой марки Югославии (1981)

Основной связанной с процессом гашения проблемой до середины XX века для почт стало изобретение и внедрение таких его способов, которые бы делали невозможным смыв чернил или краски с марки и последующее повторное её использование в ущерб почте: почтовые и смежные услуги поначалу стоили достаточно дорого, что вводило потребителя в соблазн. Технологическая мысль шла по нескольким направлениям:
- изготовление возможно более несмываемой краски, чернил;
- совершенствование материала марки с целью затруднения смыва чернил гашения (вафелирование и проч.);
- изобретение способов необратимого и заметного глазу механического повреждения материала марки.

Уже в начале XX века в разных странах были выданы десятки патентов на свежеизобретённые способы, устройства и машины, позволяющие аннулировать марки со всё большей гарантией и не повреждая конверта и письма. С течением времени, однако, большинство таких способов постепенно потеряло актуальность по экономическим причинам: штемпель оказался проще, надёжнее и дешевле остальных вариантов.

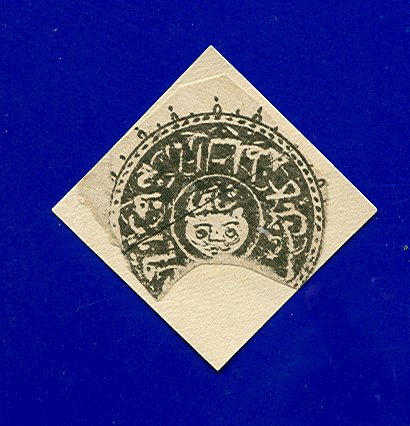
Почтовая марка Афганистана (1871). Гашение отрывом

## Способы гашений
| 1. Загрязнение поверхности знаков почтовой оплаты | 1. Загрязнение поверхности знаков почтовой оплаты | 1. Загрязнение поверхности знаков почтовой оплаты | 1. Загрязнение поверхности знаков почтовой оплаты | 1. Загрязнение поверхности знаков почтовой оплаты    |
| ------------------------------------------------- | ------------------------------------------------- | ------------------------------------------------- | ------------------------------------------------- | ---------------------------------------------------- |
| Ручное                                            | Ручное                                            | Ручное                                            | Ручное                                            | Механическое                                         |
| чернилами перьевой или шариковой ручки            | фломастером, маркером                             | карандашом                                        | краской                                           | оттиск почтового штемпеля или штампа (штемпелевание) |
| 2. Повреждение материала знаков почтовой оплаты   |                                                   |                                                   |                                                   |                                                      |
| надрез(ы) или разрез(ы)                           | надрез(ы) или разрез(ы)                           | надрыв(ы) или разрыв(ы)                           | надрыв(ы) или разрыв(ы)                           | прокол(ы) или пробо́й                                 |

В настоящее время для почтовых нужд в подавляющем большинстве случаев используется механическое гашение штемпелем, штемпелевание (post marking). Однако существуют и иные его способы (см. таблицу выше). Большинство их характерно для ранних этапов развития почтовой связи и, соответственно, почтовых марок классического периода, либо для марок специального назначения — газетных, посылочных, тренировочных и др. Например, первые марки Афганистана (1871—1891) при использовании разрывались, поэтому некоторые из них встречаются лишь в негашёном виде. Там же и в то же время (1871—1880) марки гасились пальцем, смоченным краской.

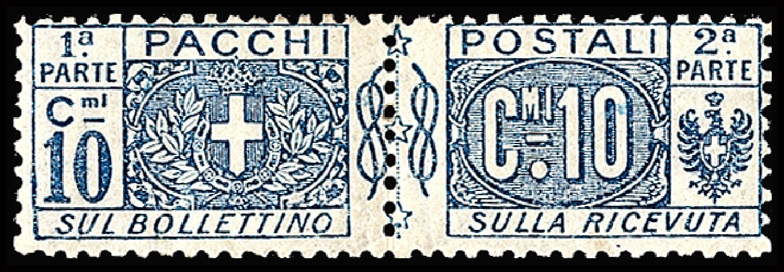
Посылочная марка Италии (1914): левая половинка наклеивалась на посылку, правая — на квитанцию отправителю

Разрывались пополам газетные марки в США и Австрии и посылочные — в Италии. Гашение надрезанием или разрезанием марок ножницами применялось, например, в Турции в 1908—1922 годах. В некоторых странах ранние выпуски знаков почтовой оплаты гасились от руки, чернилами (manuscript cancellation). В небольших, отдалённых отделениях связи такой способ иногда применяется и сейчас, хотя, как правило, почтовые отделения обладают как минимум ручными штемпелями. Гашение карандашом или пером, весьма распространённое в позапрошлом веке, ныне используется для аннулирования почтовых марок, случайно не погашенных обычным порядком, то есть почтовым штемпелем.

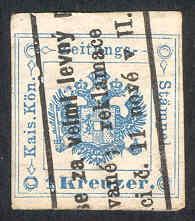
Газетная марка Австро-Венгрии (1877), погашенная типографским набором

Повреждение бумаги почтовых марок применяется в случае, если это контрольный экземпляр или образец. Книжечки марок (буклеты) могут аннулироваться проколом или пробоем отверстия с помощью компостера, специального пробойника или просто дырокола в случае, если они высылаются компаниям, разместившим в них свою рекламу, чтобы они могли видеть результат, но не могли использовать марки. Надрывами или проколами гасились почтовые марки, наклеенные на служебную документацию в почтовом отделении, для предотвращения их незаконного снятия и продажи коллекционерам или повторного использования. В частности, подобный вид гашения применялся в середине 1920-х годов в СССР на марках денежных почтовых переводов и сопроводительных адресов к посылкам.
Существовали и ещё более экзотические виды гашения — например, широко применявшееся в конце XIX века в Австро-Венгрии, Франции и др. странах гашение газетной печатью, когда наклеенные на чистые бумажные листы газетные марки запечатывались типографским набором одновременно с печатанием самих газет (в филателии оно классифицируется обычно как род предварительного гашения), и т. д.

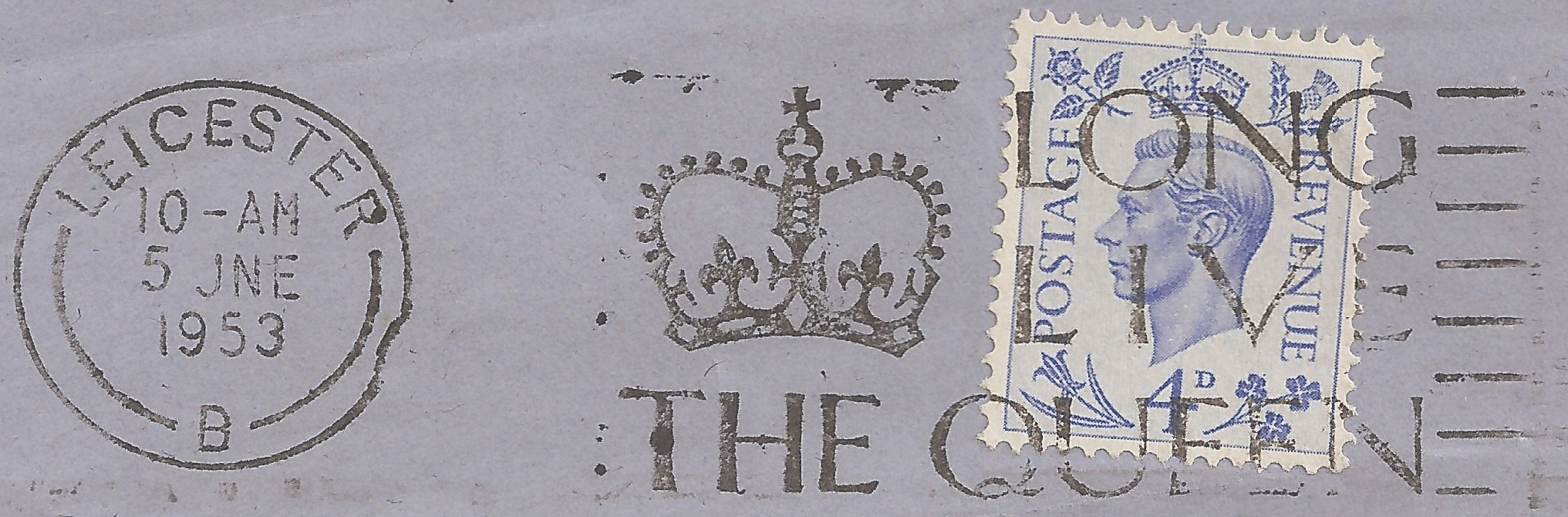
Гашение «Да здравствует королева» на марке с королём Георгом VI: письмо было послано 5 июня 1953 года спустя три дня после коронации Елизаветы II

## Виды гашений
Поскольку в настоящее время в подавляющем большинстве случаев гашение производится с помощью почтового штемпеля, виды гашений де-факто являются подразделом в классификации самих штемпелей. По назначению и значимости в почтовом деле различают основные, вторичные (или дополнительные) и служебные штемпели (подробнее см. почтовый штемпель). Все категории штемпелей технологически пригодны для гашения марок, однако не все предназначены для этого. С этой точки зрения обычно выделяют:

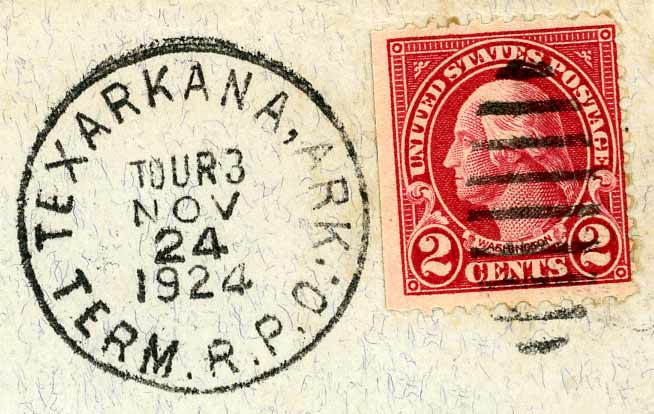
Календарный и «немой» штемпели на марке США (1924)

- штемпель гашения, или «немой» штемпель, — предназначен только для гашения и не несёт никакой информации;
- комбинированный штемпель — содержит дату гашения, номер почтового отделения и, часто, название города, провинции и/или страны;
  - календарный штемпель — содержит дату и, часто, время гашения;
  - территориальный штемпель — содержит название административной единицы, города, провинции;
  - номерной штемпель — содержит номер почтового отделения или комбинацию букв, иных символов, по которым можно его определить;
- сопроводительный штемпель — содержит дополнительную информацию об особенностях отправления и/или маршруте прохождения им почты;
- информационно-рекламный штемпель — содержит агитационно-рекламные надписи.

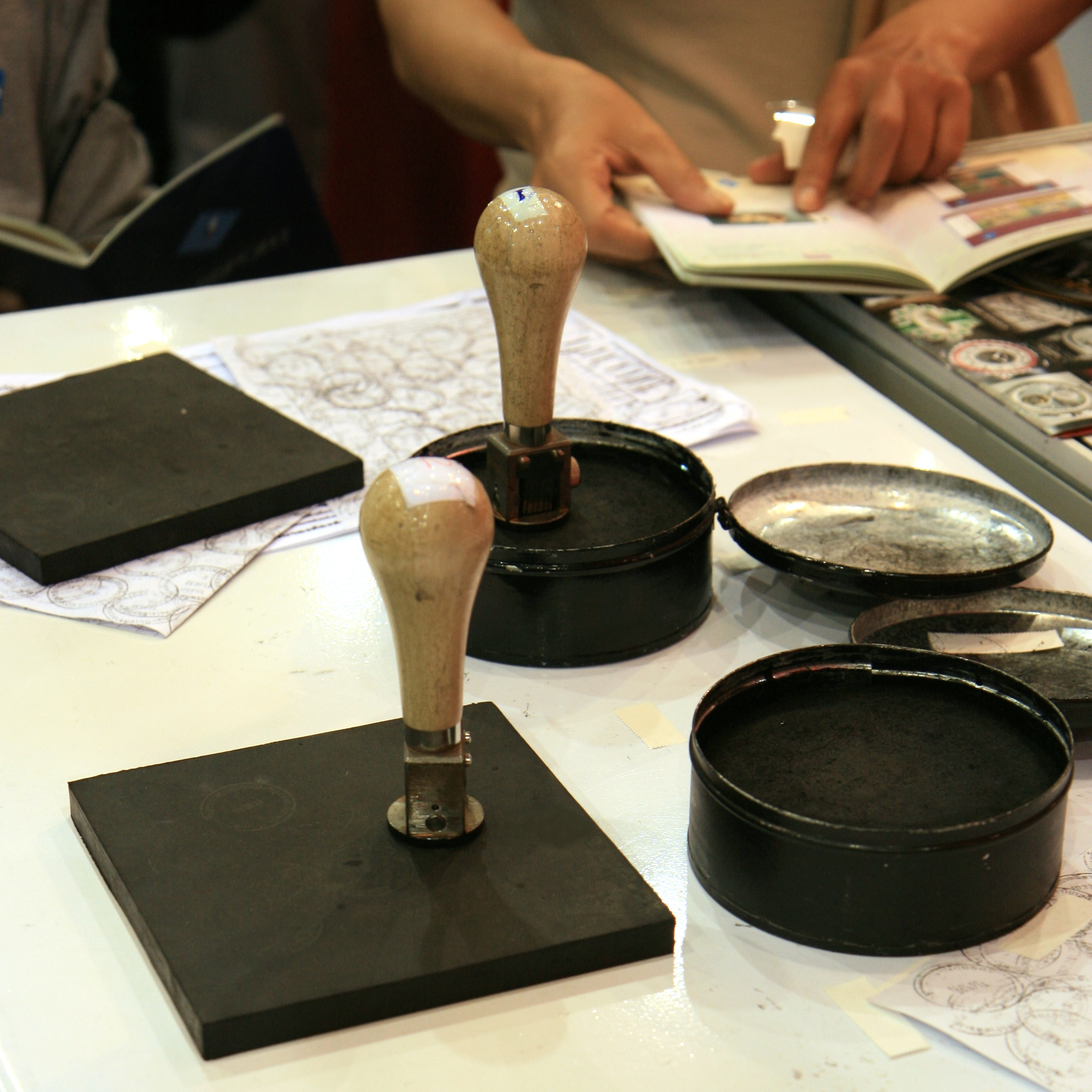
Гашение ручным штемпелем на филателистической выставке в Бангкоке (2007)

- специальный, или художественный, штемпель (pictorial cancellation) — имеет нестандартную форму, хотя и содержащую все штатные элементы (дату, место и проч.), и представляет собой художественное произведение, изготовленное по особому случаю.

## Филателистические аспекты
Целью гашения является аннулирование марки, однако это можно сделать двояко: затронув лишь край марки или большую часть её поверхности. В английской терминологии в первом случае говорят о «лёгком гашении» (light cancel), во втором — о наличии полного штемпеля — гашение «бычий глаз», или «удар по носу [предполагаемого портрета на рисунке марки]» (bulls-eye cancel или socked on the nose). В зависимости от вида филателистической коллекции для её обладателя становится предпочтительнее либо тот, либо иной тип гашений.
В случаях, когда гашение нечёткое, смазанное, неочищенное, жирное, расплывшееся, со следами комков и/или излишним содержанием штемпельной краски и т. д., говорят о «грязном» или «грубом» штемпеле. Такое гашение, как правило, снижает филателистическую ценность марки.
В связи с этим за рубежом даже практикуются специальные наклейки на конверты с текстом: «Гасите, пожалуйста, чисто» (то есть аккуратно). Подобным образом филателисты призывают почтовых работников производить чёткие оттиски почтовых штемпелей.
Коллекционерам стоит также опасаться фальшивых гашений, особенно некоторых марок классического периода, которые в гашёном виде редки. Иногда подделывается не оттиск целиком, но лишь его часть — дата, место гашения, номер отделения и проч.
Гашения от руки технологически подделать наиболее легко, однако в этом случае подделку часто выдаёт неестественный для соответствующего времени состав чернил, манера написания букв и т. д.

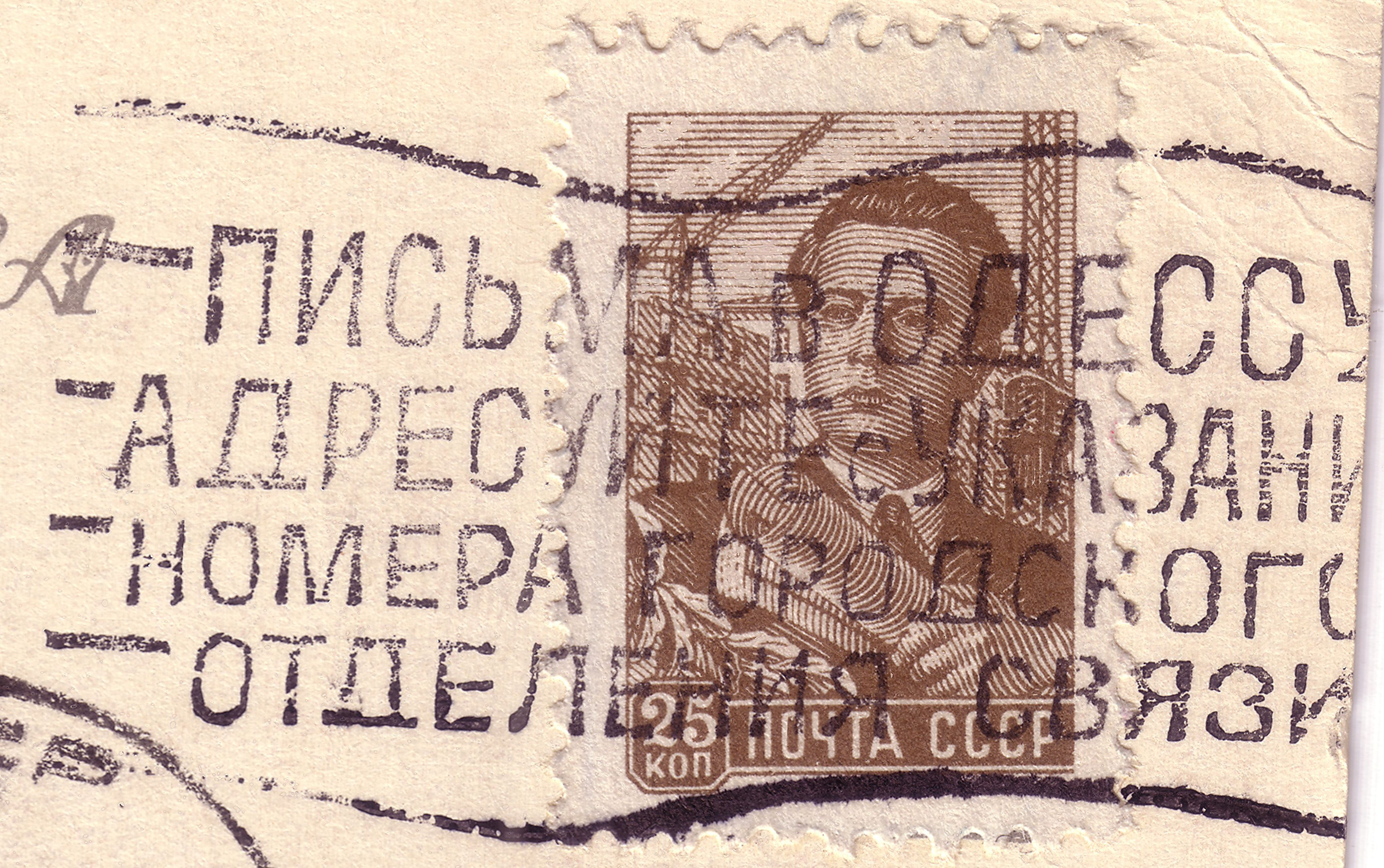
Гашение дополнительным информационно-рекламным штемпелем (Одесса, 1960)
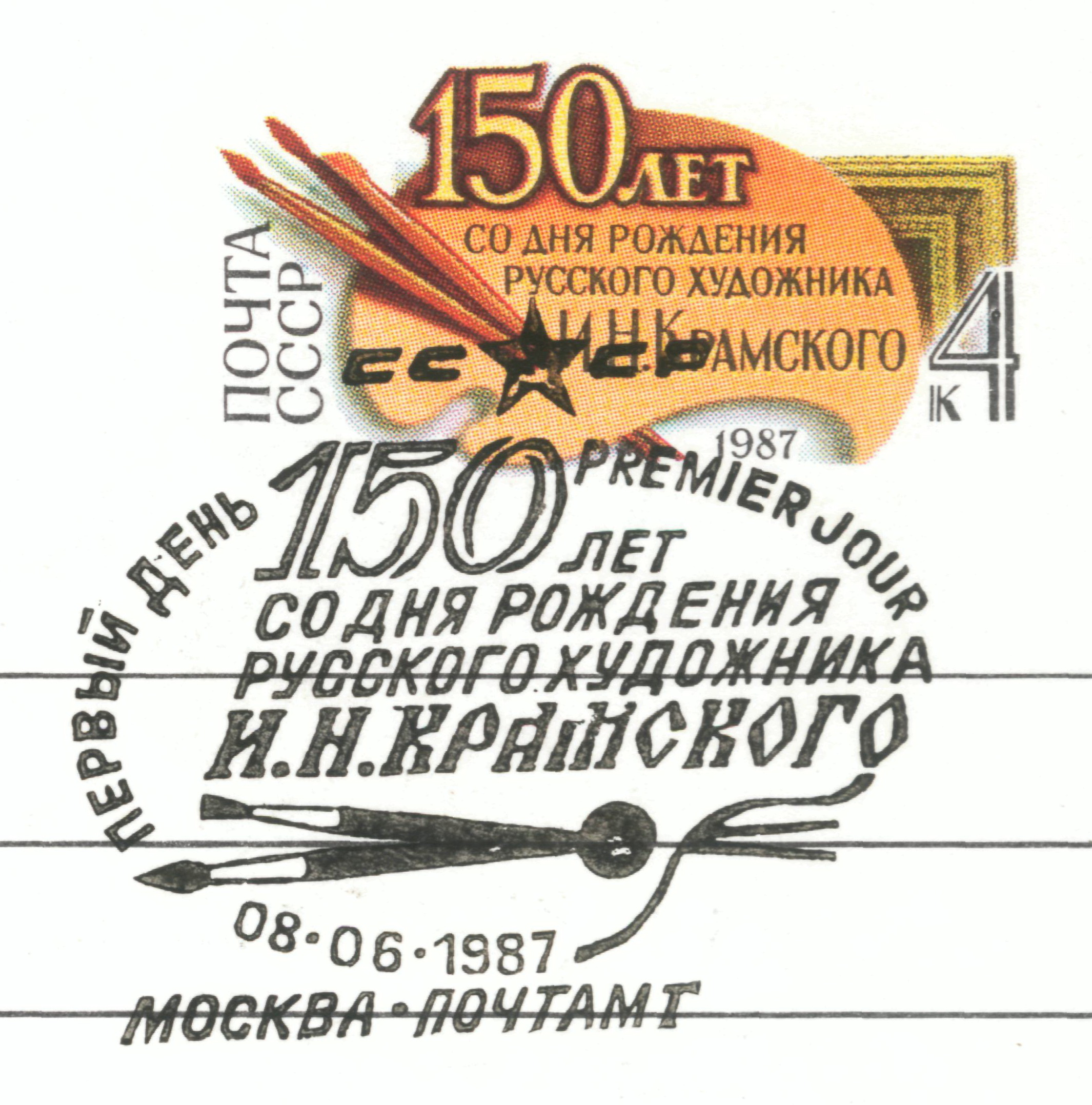
Гашение первого дня «150 лет со дня рождения И. Н. Крамского» (1987)